# 西野嘉章
西野 嘉章（にしの よしあき、1952年1月 - ）は、日本の美術史学者、翻訳家。東京大学総合研究博物館特任教授。インターメディアテク館長。

## 経歴
出生から修学期
1952年生まれ。東京大学文学部美術史専攻(現：歴史文化学科 美術史学専修課程)で学び、1979年に卒業。同大学大学院に進み、1982年に博士課程を退学した。
美術史研究者として
1984年、弘前大学専任講師に着任。1986年、同助教授に昇格。1993年、学位論文『十五世紀プロヴァンス絵画研究：祭壇画の図像プログラムをめぐる一試論』を東京大学に提出して文学博士の学位を取得。1994年、東京大学総合研究資料館助教授に転じた。1998年、同館教授に昇進。2010年から2017年まで館長を務めた。

## 受賞・栄典
- 1994年：渋沢・クローデル賞を受賞。
- 2008年：竹尾賞を受賞[3]。
- 2016年：文化庁長官表彰。
- 2015年：フランス政府レジオン・ドヌール勲章シュヴァリエを受章[4]。
- 2021年：第20回佐藤敬之輔賞(日本タイポグラフィ協会)を受賞。

## 研究内容・業績
- 文化財保存科学、博物館工学を専攻。

## 著書

### 単著
- 『十五世紀プロヴァンス絵画研究：祭壇画の図像プログラムをめぐる一試論』岩波書店 1994
- 『博物館学：フランスの文化と戦略』東京大学出版会 1995
- 『大学博物館：理念と実践と将来と』東京大学出版会 1996
- 『裝釘考』玄風舎 2000
  - 選書化 平凡社ライブラリー 2011
- 『二十一世紀博物館：博物資源立国へ地平を拓く』東京大学出版会 2000
- 『ミクロコスモグラフィア：マーク・ダイオンの「驚異の部屋」講義録』平凡社 2004
- 『チェコ・アヴァンギャルド：ブックデザインにみる文芸運動小史』平凡社 2006
  - 選書化 平凡社ライブラリー 2024
- 『西洋美術書誌考』東京大学出版会 2009
- 『浮遊的前衛』東京大学出版会 2012
- 『モバイルミュージアム：行動する博物館 21世紀の文化経済論』平凡社新書 2012
- 『雲の伯爵：富士山と向き合う阿部正直』平凡社 2020
- 『ことばとかたち：キリスト教図像学へのいざない』東京大学出版会 2023
- 『洋学誌：解剖・言語・博物』思文閣出版 2023
- 『真贋のはざま』平凡社 2024

### 編著
- 『東アジアの形態世界』青柳正規共編、東京大学総合研究資料館(東京大学コレクション 1） 1994
- 『動く大地とその生物』大場秀章共編、東京大学出版会(東京大学コレクション 2） 1995
- 『歴史の文字：記載・活字・活版』東京大学総合研究博物館(東京大学コレクション 3） 1996
- 『真贋のはざま：デュシャンから遺伝子まで』東京大学総合研究博物館(東京大学コレクション 12) 2001
- 『プロパガンダ1904-45：新聞紙・新聞誌・新聞史』東京大学総合研究博物館(東京大学コレクション 18） 2004
- 『鳥のビオソフィア：写真家上田義彦のマニエリスム博物誌』秋篠宮文仁共編、東京大学出版会 2008
- 『百石譜：写真家上田義彦のマニエリスム博物誌』編、東京大学出版会 2008
- 『インターメディアテク：東京大学学術標本コレクション』東京大学総合研究博物館 2013
- 『黄金郷を彷徨う：アンデス考古学の半世紀』鶴見英成共編、東京大学総合研究博物館 2015

### 訳書
- 『芸術の社会学的構造』(形象の解読 1) ピエール・フランカステル著、新泉社 1981
- 『幻想の中世：ゴシック美術における古代と異国趣味』J・バルトルシャイティス著、リブロポート 1985
  - 選書化 平凡社ライブラリー 1998
  - 新版 2023年
- 『ロダン「デッサン・エロティク」』フィリップ・ソレルスほか著、岩崎力共訳、リブロポート 1987
- 『イコノゲネシス：イメージからイコンへ』H・W・ジャンソン（英語版）,ヤン・ビアウォストツキ（英語版）著、松枝到共訳、平凡社(叢書ヒストリー・オヴ・アイディアズ) 1987
- 『ホックニー画集：ひとつの回顧』ヘンリー・ゲルツァーラー（英語版）著、リブロポート 1988
- 『かたちと力：原子からレンブラントへ』ルネ・ユイグ著、寺田光徳共訳、潮出版社 1988
- 『中世の美術』(ケンブリッジ西洋美術の流れ 2) アニー・シェイヴァー＝クランデル著、岩波書店 1989
- 『アレゴリーとシンボル：図像の東西交渉史』R・ウィトカウアー著、大野芳材共訳、平凡社(ヴァールブルク・コレクション) 1991
- 『ムンク画集：油彩、下絵、習作』アルネ・エッグム（英語版）著、リブロポート 1991
- 『ゼロの記号論：無が意味するもの』ブライアン・ロトマン（英語版）著、岩波書店 1991
- 『イコン：聖画像新釈』エフラム・ヨン,フィリップ・セール（フランス語版）著、リブロポート 1995